# Sosa-gu
Sosa-gu là một quận của thành phố Bucheon ở Gyeonggi-do, Hàn Quốc. 'So' là ký tự tiếng Trung có nghĩa là trắng và 'sa' có nghĩa là cát. Nhiều năm trước đây, có nhiều dòng suối chảy trong khu vực này đó là lý do vì sao nó lại có tên như vậy.

## Phân cấp hành chính
Sosa-gu được chia thành nhiều "dong" sau.
- Goean-dong
- Beombak-dong (được chia thành Beombak-dong, Gyesu-dong và Okgil-dong)
- Simgokbon-dong
- Simgokbon 1-dong
- Yeokgok 3-dong
- Sosabon 1 đến 3 Dong
- Songnae 1 và 2 Dong